# Tahatint
 (août 2021).
Un tahatint est une boîte en peau des Touaregs.

## Caractéristiques
Faites de peau de chèvre et/ou de zébu, elles sont fabriquées dans la région d'Idjadah, un ksar de la tribu des R'ali. Elles servaient au transport du beurre ou d'autres denrées et avaient parfois la forme d'une gargoulette.

## Galerie

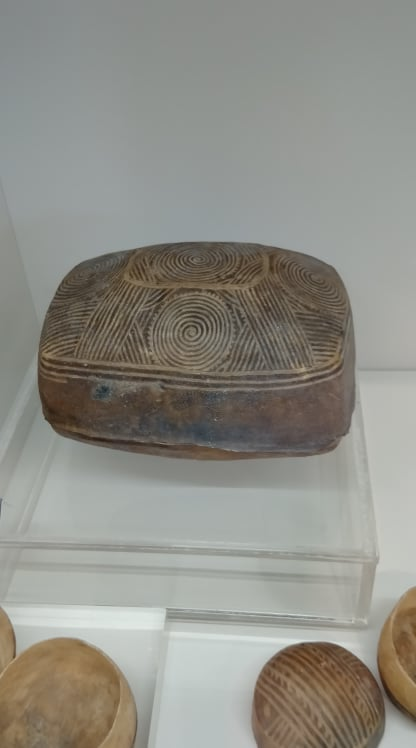
Tahatint au musée d'histoire naturelle de Saint-Denis de la Réunion.
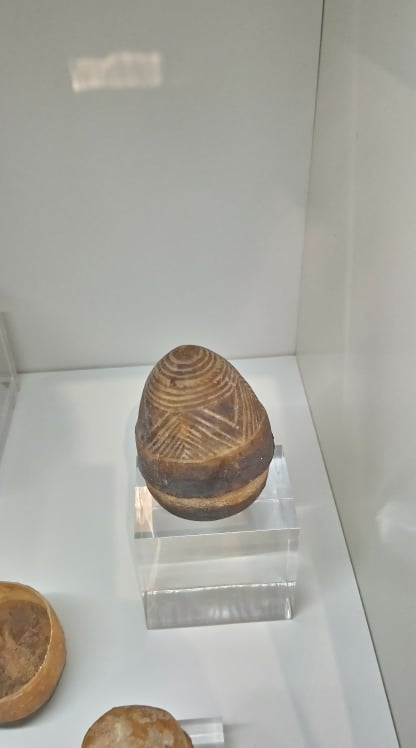
Tahatint du Niger, collection du musée de Saint-Denis.
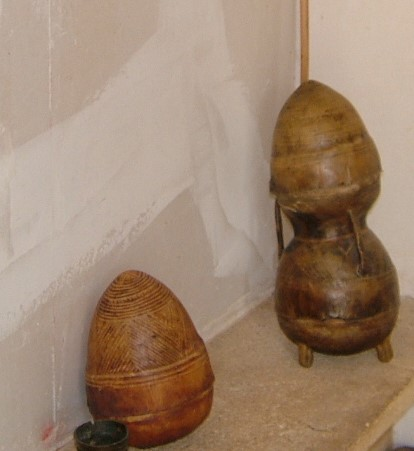
Tahatint en peau de chèvre